# Abverkauf
Ein Abverkauf ist im Einzelhandel vor allem bei aktuellen Medienprodukten der schnelle Verkauf von Massenmedien mit sehr hoher Warenrotation oder bei Sonderveranstaltungen der Saisonschlussverkauf, bei dem hohe Preisreduzierungen zur Lagerräumung führen sollen. 

## Allgemeines
Der Abverkauf ist eine Handelsstrategie, die auch das Ziel verfolgt, das Lagerrisiko zu senken. Der Produktlebenszyklus besteht aus den vier Phasen Produktentwicklung, Vermarktung, Verkauf und Abverkauf. Dieser Abverkauf stellt die Endphase des Produktlebenszyklus‘ dar, denn die Produkte gelten als veraltet, technisch überholt oder sind Langsamdreher und werden allenfalls noch mit Rabatten gekauft. Der Begriff Abverkauf wird auch im Einzelhandel für Ausverkäufe, Räumungsverkäufe, Sonderangebote oder Saisonschlussverkäufe benutzt, bei denen ähnlich hohe Warenrotationen stattfinden. Das trifft vor allem auf verderbliche Lebensmittel zu, die preisreduziert angeboten werden.
Beim Abverkauf handelt es sich um einen Aktionsverkauf, bei dem zeitlich, räumlich oder sortimentsbezogen besondere Kaufanreize geboten werden. Diese können in Form von Rabatten (zum Beispiel auch Preisausschreiben oder sonstige Verkaufsförderung), aber auch in einer gesteigerten Besuchs- und Gesprächsfrequenz beim Einzelhandel durchgeführt werden. Auslaufmodelle bei höherwertigen Konsumgütern werden ebenfalls abverkauft (z. B. sog. braune Ware). Mit Abverkauf wird mitunter auch herkömmlicher Warenverkauf bezeichnet, um dem Kunden zu suggerieren, dass es sich um ein günstiges Kaufangebot handeln würde.

## Printmedien
Am frühen Morgen erscheinende Tageszeitungen sind bereits nachmittags kaum noch verkäuflich, insbesondere wenn eine Abendzeitung erscheint. Bei Zeitschriften wie beispielsweise dem SPIEGEL gehen im Einzelhandel 72 % aller Exemplare am Erstverkaufstag Montag über die Ladentheke („Montag ist Spiegel-Tag“), am Dienstag nur noch 14 %, am Mittwoch lediglich 6 % der Auflage. Der schnelle Abverkauf muss durch richtige Bedarfsermittlung in der Größe der Auflage berücksichtigt werden, um die Remission so gering wie möglich zu halten.  

## Wirtschaftliche Aspekte
Beim Abverkauf handelt es sich um besondere Schnelldreher, deren Beschaffung sehr sorgfältig durch genaue Bedarfsermittlung zu disponieren ist. So kann der bisherige Durchschnittsbedarf eines Kiosks an Tageszeitungen durch eingetretene besondere Ereignisse zu gering sein, so dass ein plötzlicher Nachfrageüberhang zu Regallücken („vergriffen“) mit Umsatzausfällen führt. Umgekehrt ist ein Überbestand, der zu Remittenden führt, zu vermeiden.